# Hoh Xil
| Tibetische Bezeichnung                                   |
| -------------------------------------------------------- |
| Tibetische Schrift: ཧོ་ཧོ་ཞི་ལི ཨ་ཆེན་གངས་རྒྱལ                  |
| Wylie-Transliteration: ho ho zhi li a chen gangs rgyal   |
| Aussprache in IPA: [hohoɕili atɕẽkaŋcɛː]                 |
| Offizielle Transkription der VRCh: Hohoxili Aqênganggyai |
| THDL-Transkription: Hohoshili Achenganggyel              |
| Andere Schreibweisen: —                                  |
| Chinesische Bezeichnung                                  |
| Traditionell: 可可西里 阿卿貢嘉                          |
| Vereinfacht: 可可西里 阿卿贡嘉                           |
| Pinyin:Kěkěxīlǐ Āqīnggòngjiā                             |

Hoh Xil (Mongolisch: köke sil ᠬᠥᠬᠡ
ᠰᠢᠯ) ist eine entlegene Region im Nordwesten des Qinghai-Tibet-Hochlandes. Es ist die bevölkerungsärmste Region Chinas. Seit 2017 gehört die Region zum UNESCO-Weltnaturerbe.

## Beschreibung

Lage von Hoh Xil in Qinghai:

Hoh Xil gehört im weiteren Sinne zum Hochland von Tibet und liegt zwischen dem Kunlun-Gebirge und dem Dangla-Gebirge an der Grenze Qinghais zu Tibet und Xinjiang in den Kreisen Zhidoi (治多县) und Zadoi (杂多县) des Autonomen Bezirks Yushu der Tibeter. Die Region ist durch eine hohe Konzentration an Seen gekennzeichnet. Die zum Weltnaturerbe erklärte Region umfasst 37.356,32 km² sowie zusätzliche 22.909,04 km², die als Pufferzone dienen, und ist bis über 4500 m hoch. Sie ist Einzugsgebiet des Jangtse und wurde 1995 zum nationalen Naturschutzgebiet erklärt. Die Qinghai-Tibet-Bahn verläuft im östlichen Abschnitt des Gebietes. Ein schmaler Korridor um den größten Teil der Bahnlinie ist aus dem engeren Schutzgebiet ausgenommen und gehört zur Pufferzone.
In Hoh Xil herrscht ein kaltes Hochgebirgsklima mit einer Jahresdurchschnittstemperatur von −4,0 °C bis −9,0 °C. Die tiefsten hier gemessenen Temperaturen betrugen −45 °C. Der Niederschlag fällt vor allem in den Sommermonaten. Trotz der extremen geografischen und klimatischen Bedingungen findet man in Hoh Xil über 230 Wildtierarten, von denen 20 unter Schutz stehen, darunter die Tibetische Antilope. Die geografischen Gegebenheiten haben die Ausbildung einer ganz eigenen Flora und Fauna begünstigt. Über ein Drittel der auf dem Plateau zu findenden Pflanzenspezies und etwa 60 % der Säugetierspezies sind hier endemisch. Aufgrund der harschen klimatischen Bedingungen ist das Plateau weitgehend von menschlichen Eingriffen frei geblieben. Jeden Frühsommer finden ausgedehnte Wanderungen von Zehntausenden von Tibetischen Antilopen auf das Plateau statt. Die Herden kommen aus den Altun-Gebirge im Norden, dem Changthang im Westen und dem Sanjiangyuan im Osten. Die Bekämpfung von Wilderern in Hoh Xil ist Thema des chinesischen Films Kekexili – Mountain Patrol aus dem Jahr 2004.

## Weltnaturerbe
Im Jahr 2017 wurde die Region unter dem Namen „Qinghai Hoh Xil“ von der UNESCO als Naturerbestätte in die Liste des Welterbes aufgenommen. In der Zusammenfassung des Exekutivausschusses gibt die UNESCO dabei folgende zwei Kriterien an: 1) das Gebiet sei von außergewöhnlicher ästhetischer Schönheit mit einer fast 300 Millionen Jahre alten Geschichte, welche den geomorphologischen Wandel illustriere, 2) das Gebiet beinhalte signifikante Habitate für die Bewahrung von Biodiversität und sei die Heimat für zahlreiche endemische und bedrohte  Tier- und Pflanzenarten wie z. B. die Tibetische Antilope.